# Michael J. Fox
Michael Andrew Fox (* 9. června 1961 Edmonton) je kanadský herec, známý zejména rolí v trilogii Návrat do budoucnosti.
Jeho původní jméno je Michael Andrew Fox, prostřední iniciálu „J“ přijal jako poctu herci Michaelovi J. Pollardovi.
K jeho nejznámějším rolím patří hlavní role Martyho McFlye ve filmové sérii Návrat do budoucnosti (Back to the Future) a dále role ve filmech Mars útočí! (Mars Attacks!), Teen Wolf a televizních seriálech Rodinná pouta (Family Ties) a Všichni starostovi muži (Spin City). Daboval postavu myšáka Stuarta Littla v sérii filmů založených na populární knize od E. B. Whita, jako dabér působil též v sérii Neuvěřitelná cesta (Homeward Bound) a ve filmu Atlantida: Tajemná říše (Atlantis: The Lost Empire).
V roce 1991 mu byla diagnostikována Parkinsonova choroba, ale tato skutečnost byla zveřejněna až v roce 1998.
V roce 2000 oznámil, že opouští hlavní roli v seriálu Všichni starostovi muži kvůli nemoci. (Novou hlavní postavu hraje Charlie Sheen.)
Fox je významným zastáncem výzkumu kmenových buněk a je autorem autobiografické knihy Lucky Man (Šťastný muž, 2002), ve které popisuje své zkušenosti s Parkinsonovou chorobou.
V roce 2003 napsal pilotní díl pro sitcom nazvaný Hench at Home, ale z tohoto seriálu byla natočena jen tato úvodní epizoda.
Fox se v roce 1988 oženil s herečkou Tracy Pollanovou, se kterou mají čtyři děti.
Má hvězdu na Hollywoodském chodníku slávy.

## Vybraná filmografie
- Návrat do budoucnosti (Back to the Future; 1985)
- Teen Wolf (Teen Wolf; 1985)
- Tajemství mého úspěchu (The Secret of My Succe$s; 1987)
- Oběti války (Casualties of War; 1989)
- Návrat do budoucnosti II (Back to the Future Part II; 1989)
- Návrat do budoucnosti III (Back to the Future Part III; 1990)
- Doktor Hollywood (Doc Hollywood; 1991)
- Neuvěřitelná cesta (Homeward Bound: The Incredible Journey; 1993; dabing)
- Z lásky nebo pro peníze (For Love or Money; 1993)
- Hamouni (Greedy; 1994)
- Americký prezident (The American President; 1995)
- Mars útočí! (Mars Attacks!; 1996)
- Neuvěřitelná cesta 2: Ztraceni v San Franciscu (Homeward Bound II: Lost in San Francisco; 1996; dabing)
- Přízraky (The Frighteners; 1996)
- Myšák Stuart Little (Stuart Little; 1999; dabing)
- Atlantida: Tajemná říše (Atlantis: The Lost Empire; 2001; dabing)
- Myšák Stuart Little 2 (Stuart Little 2; 2002; dabing)